# Syneches deformitarsis
Syneches deformitarsis är en tvåvingeart som beskrevs av Saigusa 1964. Syneches deformitarsis ingår i släktet Syneches och familjen puckeldansflugor. Inga underarter finns listade i Catalogue of Life.